# Frederick Peterson
Frederick Peterson, född 1 mars 1859 i Faribault, Minnesota, av inflyttade svenska föräldrar, död 1938, svensk-amerikansk läkare, professor och författare.
Peterson levde först med sin frånskilde far, John Frederick Peterson i Sioux City, Iowa, men flyttade som sjuttonåring till Buffalo, New York, för att komma nära sin mor, konsertpianisten Hilma Lindholm Peterson. Han genomgick Buffalo Medical School vid University of Buffalo och promoverades till medicine doktor 1879, var 1888-1903 lärare i neurologi och psykiatri, bl.a. vid University of Vermont, samt 1904-08 klinisk professor i psykiatri vid Columbia University i New York och 1908-14 1:e professor i psykiatri där.
Peterson skrev en rad medicinska och vittra arbeten: Poems and Swedish Translations (1883), In the Shade of Ygdrasil (1893), Nervous and Mental Diseases (1899), A Textbook of Legal Medicine and Toxicology (1903) m.fl. Han redigerade engelska upplagan av E. von Hofmanns Atlas of Legal Medicine (1898).